# Mysterion Rises
Mysterion Rises is de twaalfde aflevering van het veertiende seizoen van de geanimeerde televisieserie South Park, en de 207e aflevering van de hele serie. Deze werd voor het eerst uitgezonden in de Verenigde Staten op 3 november 2010 op Comedy Central.

## Plot
Nadat The Coon (Cartman) uit de groep werd gegooid, wordt "Coon & Friends" nu geleid door Mysterion (Kenny). Ze besluiten een groot bakfeest te organiseren om de slachtoffers van DP en Cthulhu te helpen. Wanneer ze terugkeren naar hun hoofdkwartier, treffen ze er Captain Hindsight aan, die haastig op zoek is naar de beschamende foto's van hem en Courtney Love. De jongens vertellen hem dat de foto's gewoon zijn vervalst door The Coon, maar Hindsight wil dit niet geloven. 
Wanneer Hindsight toegeeft dat hij zijn superkrachten meer dan beu is, vertelt Mysterion hem dat ook hij een bijzondere gave bezit: hij kan niet sterven. Het wordt nu duidelijk dat elke keer dat Kenny sterft, hij de volgende dag gewoon weer ongeschonden ontwaakt in bed. Vreemd genoeg is er nooit iemand die zich zijn dood kan herinneren, zelfs niet wanneer die persoon er rechtstreeks getuige van is geweest.
Intussen maakt The Coon zich klaar om op eigen houtje Cthulhu op te zoeken en gaat hij naar de luchthaven. Nadat hij een gemene schurk (in werkelijkheid een klein meisje) heeft aangevallen, ontmoet hij Cthulhu en probeert hij met hem vriendschap te sluiten, zodat hij zich kan wreken op Coon & Friends. Cthulhu lijkt aanvankelijk ongeïnteresseerd en negeert Cartman, maar uiteindelijk stelt hij zich schattig en lieflijk op door als een kat Cthulhu's rug te krabben, waarna ze alsnog vrienden worden.
Op hun weg naar South Park trekken The Coon en Cthulhu een spoor van vernieling: een synagoge, hippies en San Francisco - stuk voor stuk dingen die Cartman haat. Intussen heeft Hindsight zijn superkrachten vaarwel gezegd en zijn oude leven als nieuwsverslaggever Jack Brolin weer opgenomen. Wanneer hij echter een gewonde man om hulp hoort schreeuwen, realiseert Brolin zich dat "Hindsight" zijn krachten nooit had mogen opbergen.
Intussen verdiepen Coon & Friends zich in de legende van Cthulhu en ontdekken ze dat Kenny's ouders deel uitmaken van een sekte rond hem. Kenny confronteert (in de gedaante van Mysterion) zijn ouders hiermee, maar uiteindelijk blijkt dat ze er slechts toevallig in belandden - ze sloten zich immers gewoon aan omwille van het beloofde gratis bier. Mysterion verplicht hen om hem te zeggen waar de ontmoetingsplaats van de afdeling in South Park is gelegen. Samen met zijn vrienden gaat hij naar de bijeenkomst, waar een aantal bekende gezichten aanwezig zijn, zoals Mr. Adler, de gothic-kinderen en de Star Treknerds.  
Plots neemt Mysterion de benen, maar op zijn vlucht wordt hij door de sekteleider aangevallen en krijgt hij een dodelijke messteek in de borst. Zoals gewoonlijk wordt Kenny de volgende dag gewoon weer wakker in zijn bed, zonder enig schrammetje. Zijn vrienden vragen hem waarom hij is weggelopen tijdens hun bezoek aan de sekte en zeggen hem dat het dringend tijd is dat ze Cthulhu gaan verslaan. Kenny is ontzettend teleurgesteld nu zijn vrienden zich blijkbaar alweer niets van zijn dood kunnen herinneren.